# L'Italia Centrale
L'Italia Centrale è stato un quotidiano italiano edito a Reggio Emilia dal 1864 al 1912.

## Storia
Negli anni immediatamente successivi alla seconda guerra d'indipendenza italiana all'annessione di Reggio al Regno di Sardegna furono edite nella cittadina emiliana alcune effimere testate giornalistiche quotidiane o periodiche di orientamento liberale. Dopo la chiusura della Gazzetta di Reggio nel 1864 la borghesia liberale, che deteneva allora il potere politico ed economico in città, decise di dare vita ad un nuovo quotidiano in grado di fungere da megafono ai propri principi ed ai propri ideali in vista delle elezioni dell'anno successivo. Fondatore del nuovo giornale fu il triestino Demetrio Livaditi, professore presso il liceo cittadino. Il quotidiano si caratterizzò per una vasta varietà di argomenti, dalla politica nazionale ed internazionale alla cronaca, sia locale che italiana ed estera. Aggiornamenti costanti erano garantiti dai dispacci dell'Agenzia Stefani. Vi erano infine rubriche di cultura, con appendici di romanzi di autori anche stranieri, e rassegne teatrali, letterali e scientifiche. 
Ben presto L'Italia Centrale entrò in conflitto con il settimanale repubblicano La Rivoluzione, diretto da Pietro Casali. In occasione delle elezioni politiche del 1865 la rivalità tra la fazione liberale, guidata dal ministro Nicomede Bianchi, e quella repubblicana, che aveva nel patriota Giovanni Grilenzoni la sua figura di punta, fu abilmente cavalcata dai rispettivi giornali di riferimento sino a giungere ad un punto di non ritorno. La sera del 22 ottobre 1865 infatti il direttore de L'Italia Centrale don Angelo Volpe venne aggredito da una decina di persone e ferito gravemente a pugnalate e bastonate. Il fatto porterà poi ad una distensione tra le due fazioni e ad un ammorbidimento dei toni sulla stampa locale. Negli anni a seguire il quotidiano manterrà una linea moderata pur conservando i suoi solidi principi liberali e non disdegnando di attaccare i periodici del cattolicesimo conservatore reggiano. A partire dalla metà degli anni ottanta del XX secolo il nuovo avversario dell'Italia Centrale sarà il periodico socialista La Giustizia, fondato da Camillo Prampolini.